# Komárňanské slanisko
Komárňanské slanisko je chráněný areál v katastrálním území města Komárno v okrese Komárno v Nitranském kraji na Slovensku. Území bylo vyhlášeno v roce 2012 a jeho rozloha je 14,78 hektaru. Předmětem ochrany je biotop vnitrozemských slanisek a slaných luk.